# Phù Lăng
Phù Lăng (chữ Hán giản thể:涪陵区, Hán Việt: Phù Lăng khu) là một quận thuộc thành phố trực thuộc trung ương Trùng Khánh, Cộng hòa Nhân dân Trung Hoa. Quận này nằm ở giữa hai con sông Ô Giang và Trường Giang, còn có tên là "Du Đông Nam Đại Môn". Sông Ô Giang trước kia gọi là Phù Thủy.
Do lăng mộ tiên vương nước Ba Quốc đều được đặt ở đây, cộng thêm tên cổ của dòng sông Ô (Ô Giang) chảy qua vùng đất đó là Phù Thủy nên nước Ba Quốc đặt tên cho vùng đất này là Phù Lăng và lập luôn một quận cùng tên tại đó.

Vào thời Tần Chiêu Vương năm thứ 30 (tức 227 TCN), thành lập huyện Chỉ. Đó là khởi thủy của quận. Thời nhà Tùy, thành lập huyện Phù Lăng thuộc quận Ba. Đến triều nhà Nguyên, nhập vào châu Phù Châu. Thời Minh Thanh đem phân về phủ Trùng Khánh.

Những năm đầu thời Dân quốc (1913), đổi châu Phù Châu thành huyện Phù Lăng trước sau phụ thuộc vào đạo Xuyên Đông và khu thứ 8 thuộc tỉnh Tứ Xuyên.

Sau khi thành lập nước CHND Trung Hoa, đầu năm 1950, thanh tra khu hành chính thứ 8 của tỉnh Tứ Xuyên thành lập hai chuyên khu Phù Lăng và Dậu Dương. Chuyên khu Phù Lăng quản lý 5 huyện: Phù Lăng, Nam Xuyên, Phong Đô, Vũ Long và Bành Thủy. Cùng với các huyện Trường Thọ của chuyên khu Đại Trúc, Thạch Trụ của chuyên khu Vạn Huyện, tất cả lệ thuộc vào khu hành thự Xuyên Đông.

20/12/1952, bãi bỏ chuyên khu Dậu Dương, các huyện Dậu Dương, Tú Sơn, Kiềm Giang đem nhập vào chuyên khu Phù Lăng

27/09/1952, đem huyện Trường Thọ giao cho thành phố Trùng Khánh trực tiếp quản lí; đến 16/01/1953 lại giao trả về chuyên khu Phù Lăng

10/03/1953, đem huyện Điếm Giang (chuyên khu Đại Trúc) giao cho chuyên khu Phù Lăng quản lí

13/04/1959, đem huyện Trường Thọ giao cho thành phố cấp địa khu Trùng Khánh trực tiếp quản lí

Tháng 9/1968, đổi tên chuyên khu Phù Lăng thành địa khu Phù Lăng

09/09/1983, bãi bỏ huyện Phù Lăng, thành lập thành phố cấp huyện Phù Lăng

18/05/1988, tách các huyện Thạch Trụ, Tú Sơn, Kiềm Giang, Dậu Dương và Bành Thủy từ địa khu Phù Lăng để thành lập địa khu Kiềm Giang

05/11/1995, bãi bỏ địa khu Phù Lăng, bãi bỏ thành phố cấp huyện Phù Lăng; thành lập thành phố cấp địa khu Phù Lăng, thành lập mới các quận Chỉ Thành và Lý Độ. Thành phố cấp địa khu Phù Lăng quản lí trực tiếp các huyện nguyên thuộc địa khu Phù Lăng cũ như Điếm Giang, Vũ Long, Phong Đô và 2 quận mới thành lập Chỉ Thành, Lý Độ. Thành phố cấp huyện Nam Xuyên thuộc địa khu Phù Lăng cũ do tỉnh trực tiếp quản lí.

15/09/1996, uỷ thác thành phố cấp địa khu Phù Lăng cho thành phố cấp địa khu Trùng Khánh quản lí phần vĩ mô.

14/03/1997, sáp nhập thành phố cấp địa khu Phù Lăng vào thành phố TTTW Trùng Khánh

20/12/1997, bãi bỏ thành phố cấp địa khu Phù Lăng và 2 quận Chỉ Thành, Lý Độ; thành lập quận Phù Lăng trực thuộc thành phố TTTW Trùng Khánh. Quận Phù Lăng thuộc TPTTTW Trùng Khánh nguyên là khu vực hành chính của 2 quận Chỉ Thành và Lý Độ thuộc thành phố cấp địa khu Phù Lăng cũ. Các đơn vị cấp huyện của thành phố cấp địa khu Phù Lăng cũ như thành phố cấp huyện Nam Xuyên và các huyện Vũ Long, Phong Đô, Điếm Giang đều do thành phố TTTW Trùng Khánh trực tiếp quản lí.
Phù Lăng quản hạt 9 nhai đạo biện sự xứ, 12 trấn và 6 hương. Tổng cộng 27 đơn vị hành chính cấp hương.
- Nhai đạo: Đôn Nhân, Sùng Nghĩa, Lệ Chi, Giang Bắc, Giang Đông, Lý Độ, Long Kiều, Bạch Đào, Mã An.
- Trấn: Nam Đà, Thanh Dương, Bách Thắng, Trân Khê, Thanh Khê, Tiều Thạch, Mã Vũ, Long Đàm, Lận Thị, Tân Diệu, Thạch Đà, Nghĩa Hòa.
- Hương: La Vân, Đại Mộc, Vũ Long Sơn, Đại Thuận, Tăng Phúc, Đồng Lạc.